# Сокульський Іван Григорович
Іва́н Григо́рович Соку́льський (*13 липня 1940, Червоноярське — †22 червня 1992) — український поет, правозахисник, громадський діяч, один з авторів «Листа творчої молоді м. Дніпропетровська».

## Життєпис
Народився на хуторі Червоноярському Синельниківського району Дніпропетровської області. Навчався в Михайлівській школі (1947—1954), а в 1957 закінчив Синельниківську СШ № 3. Працював токарем, слюсарем.
У 1962–1964 навчався на філологічному факультеті Львівського університету, з 1964 перевівся до Дніпропетровського університету. Діяльний учасник Львівського та співзасновник Дніпропетровського клубів творчої молоді.

### Антирадянська діяльність: перший строк
1966-го «за написання націоналістичних віршів» виключений з комсомолу і відрахований з університету.
Працював пожежником, бібліотекарем, кореспондентом газети «Енергетик», матросом річкового пароплавства. Контактував з дисидентськими колами у Києві та Львові, поширював самвидав.
У серпні 1968 разом з журналістом Михайлом Скориком написав «Листа творчої молоді Дніпропетровська», в якому висловлювався протест проти політики русифікації в Україні, переслідування національної інтелігенції, плюндрування пам'яток культури, цькування роману О. Гончара «Собор».
Навесні 1969 «Лист» передала радіостанція «Свобода», опублікували зарубіжні засоби масової інформації.
У середині червня 1969 Сокульского заарештували, і 27 січня 1970 Дніпропетровський обласний суд засудив його за статтею 62, ч. 1 КК УРСР («антирадянська агітація і пропаганда») до 4,5 років таборів суворого режиму.
Покарання Сокульський відбував спочатку в Мордовії, а з кінця 1971 — у Володимирському централі, згодом у таборах Пермської області.
Звільнений 14 грудня 1973.

### Дисидентський рух
Після звільнення Іван Сокульський жив у Дніпрі, займався опозиційною діяльністю, впорядкував самвидавну поетичну збірку.
У жовтні 1979 вступив у правозахисну організацію — Українську гельсінську групу. У квітні 1980 був знову заарештований, рішенням суду визнаний особливо небезпечним рецидивістом і засуджений разом з Григорієм Приходьком у січні 1981 до 10 років позбавлення волі та 5 років заслання.
Покарання відбував у Чистопольській в'язниці (тепер Татарстан, РФ). За дев'ять днів до закінчення тюремного терміну 3 квітня 1985 р. втретє заарештований і засуджений Чистопольським міськсудом до трьох років таборів за сфабрикованим звинуваченням у «хуліганстві».
У жовтні 1985 переведений на дільницю особливо суворого режиму Кучинського концтабору ВС-389/36-1 Пермської області.
Неодноразово його карали ШІЗО (штрафний ізолятор) за відмову від роботи та інші «порушення режиму». У 1987 р. переведений на 1 рік до одиночної камери, позбавлений права на передачі.
Звільнений з ув'язнення у серпні 1988.

### Політична діяльність
Після повернення в Дніпро працював в Українській Гельсінській спілці, був одним із засновників обласних організацій Товариства української мови ім. Т. Шевченка, Народного руху України, «Меморіалу».
Очолював обласну організацію Української республіканської партії. 3 1989 редагував і видавав журнал «Пороги».
Активно підтримував відродження Української Автокефальної православної церкви.
20 травня 1991 був жорстоко побитий агентами КДБ під час пікетування з вимогами незалежності України в Дніпрі, що призвело до різкого погіршення здоров'я.
22 червня 1992 Сокульський помер. Похований у місті Дніпро.

### Творча діяльність і літературна спадщина
У 1960-х роках публікував вірші в альманасі «Вітрила», журналі «Прапор» та переклади з білоруської у журналі «Вітчизна».
У 1971 видавництво «Молодь» планувало видати збірку поезій Сокульського, але її зняли з виробництва у зв'язку з арештом автора. Пізніше твори Сокульського публікувалися лише за кордоном.
В Україні перша збірка поезій «Владар каменю» вийшла друком лише після смерті поета — у 1993 в Києві..
У липні 1995 Сокульського посмертно прийняли у Спілку письменників України.
У 2000 були видані листи Івана Сокульського до дочки із тюрми.

## Державні нагороди
- Орден «За мужність» I ст. (8 листопада 2006) — за громадянську мужність, самовідданість у боротьбі за утвердження ідеалів свободи і демократії та з нагоди 30-ї річниці створення Української Громадської Групи сприяння виконанню Гельсінкських угод (посмертно)[9].
- Орден Свободи (10 лютого 2010) — за визначний особистий внесок у боротьбу за незалежність України, самовіддане служіння національній ідеї та відстоювання прав і свобод людини (посмертно)[10];

## Вшанування пам'яті
- З 2015 року в Дніпрі є вулиця Івана Сокульського.

## Твори
1. Листи до Марієчки > В Библиотеці Олександра М. Кобринского
2. Кострище осені. Поезія

## Відео
1. Вечір пам'яті до 70-ти річчя Івана Сокульского. Дніпропетровськ. 13.07.2010 р.
2. Віртуальна виставка до 80-ти річчя Івана Сокульского. Дніпро. 13.07.2020